# Michael Behrendt (Manager)

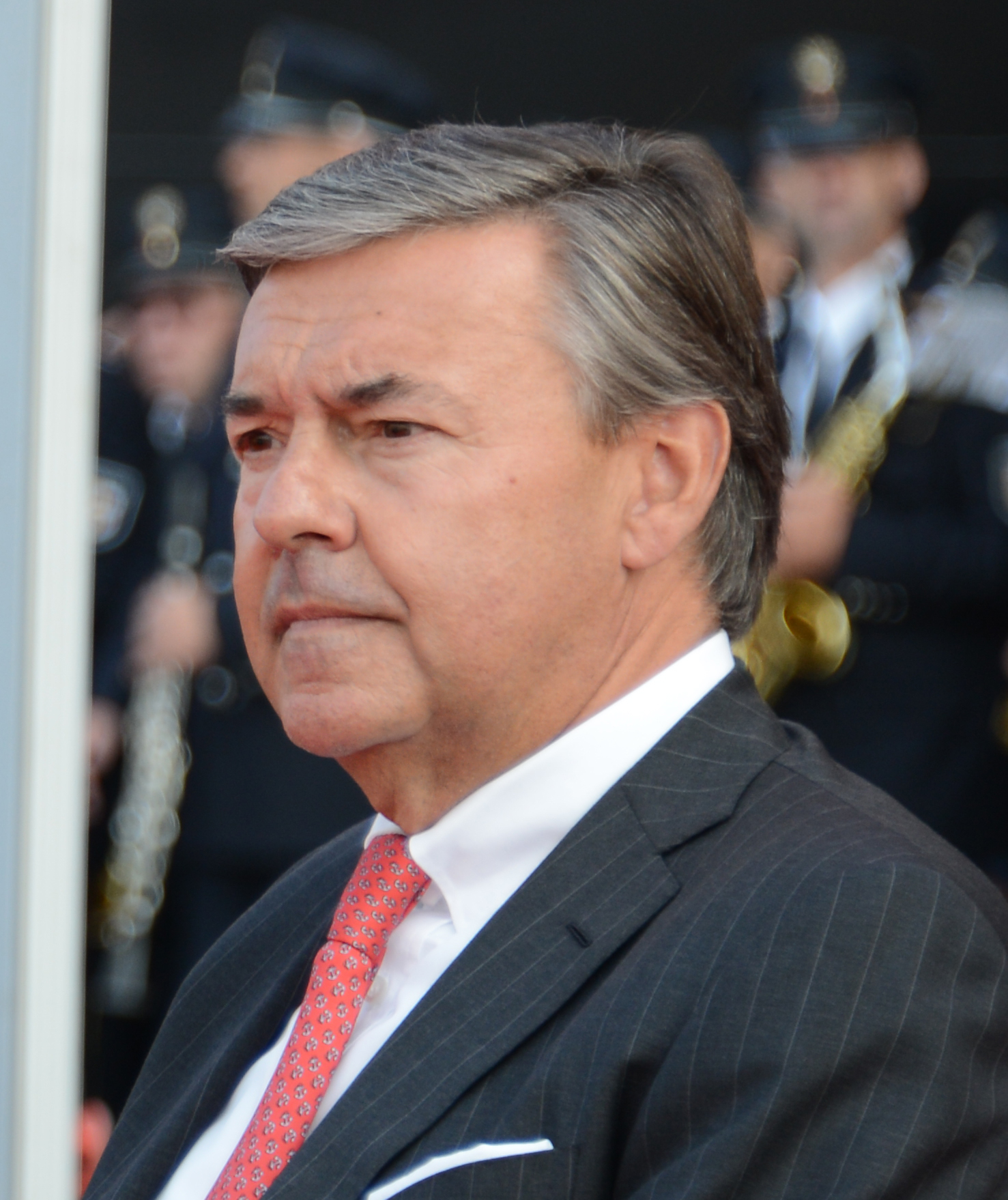
Michael Behrendt

Michael Behrendt (* 19. Juni 1951 in Hamburg) ist ein deutscher Industriemanager.

## Leben und Wirken
Nach seinem Abitur 1970 am altsprachlichen Kirchenpauer-Gymnasium in Hamburg-Hamm und einer achtzehnmonatigen Tätigkeit in einer Im- und Exportfirma, studierte Behrendt von 1972 bis 1976 Rechtswissenschaft an der Universität Hamburg. Anschließend ging er für Praktika nach Boston und New York, bevor er ab 1979 seinen Zivildienst ableistete. Das juristische Referendariat schloss er 1984 mit dem Assessorexamen am Hanseatischen Oberlandesgericht ab.
Er trat 1985 in die Rechtsabteilung der VTG AG ein, wurde dort zunächst 1990 Leiter des Geschäftsbereichs Tanklager und 1994 schließlich zum Geschäftsführer bestellt. Nach der Zusammenführung mit den Logistik-Aktivitäten von Lehnkering wurde er 1999 Vorstandsvorsitzender der neuen VTG-Lehnkering AG und gleichzeitig Mitglied des Vorstandes der Linienreederei Hapag-Lloyd. Seit Januar 2002 war er Vorsitzender des Vorstandes der Hapag-Lloyd, den er bis zum 30. Juni 2014 innehatte. Nach der vollständigen Übernahme der Hapag-Lloyd durch die Preussag AG und deren Umbenennung in TUI AG wurde Behrendt im Mai 2006 auch Vorstandsmitglied der TUI AG, gleichzeitig Leiter des Bereichs Schifffahrt und blieb dies bis zum Verkauf der Hapag-Lloyd an das Konsortium Albert Ballin 2008. Nach seinem Rückzug aus dem Vorstand der Hapag-Lloyd 2014 wechselte er im Dezember desselben Jahres in den Aufsichtsrat des Unternehmens und wurde dort Aufsichtsratsvorsitzender.
Von 1997 bis 1998 war er ehrenamtlich als Vorsitzender des Verbandes gewerblicher Tanklagerbetreiber e. V. tätig. 2005 wurde er zum Vizepräses der Handelskammer Hamburg gewählt und bekleidete dieses Amt bis 2014. Von 2008 bis 2014 fungierte er als Vorsitzender des Verbandes Deutscher Reeder und seit 2012 ist er Präsident des Hamburger Übersee-Clubs. Er ist Vorstandsvorsitzender der 1997 ins Leben gerufenen Hapag-Lloyd-Stiftung, Mitglied im Vorstand des Fördervereins des St.Pauli-Theaters und Mitglied im Aufsichtsrat der Hamburgischen Staatsoper. Er ist darüber hinaus Vorsitzender des Landeskuratoriums Hamburg/Schleswig-Holstein des Stifterverbandes.
Behrendt ist verheiratet und hat einen Sohn und eine Tochter.

## Ehrungen
- Verdienstorden der Bundesrepublik Deutschland, Verdienstkreuz am Bande (2012)